# Opoldnevnica
Opoldnevnica (znanstveno ime Dorotheanthus bellidiformis), je južnoafriška nizkorastoča enoletna sočnica iz družine ajzojevk (Aizoaceae). Njeni cvetovi so kričeče beli, rožnati, rdeči ali oranžni, šopaste liste pa pokrivajo drobne kristalom podobne bradavičke. Izmed številnih kultivarjev velja omeniti npr. »Gelato White« in »Lunette«.